# طوني نيلسون
طوني نيلسون (بالإنجليزية: Tony Nelson)‏ (12 أبريل 1930 بكارديف في المملكة المتحدة - 27 أغسطس 2022) هو لاعب كرة قدم بريطاني في مركز الدفاع. لعب مع نادي بريستول سيتي ونادي بورنموث ونيوبورت كونتي.

## وصلات خارجية
- طوني نيلسون على موقع قاعدة بيانات كرة القدم.إي يو (الإنجليزية)